# Bilsk (Poltawa)
Bilsk (ukrainisch Більськ; russisch Бельск Belsk) ist eine Dorfgemeinde im Rajon Poltawa in der zentralukrainischen Oblast Poltawa. Östlich des Ortes fällt das Gelände steil zum rechten Ufer der Worskla ab.

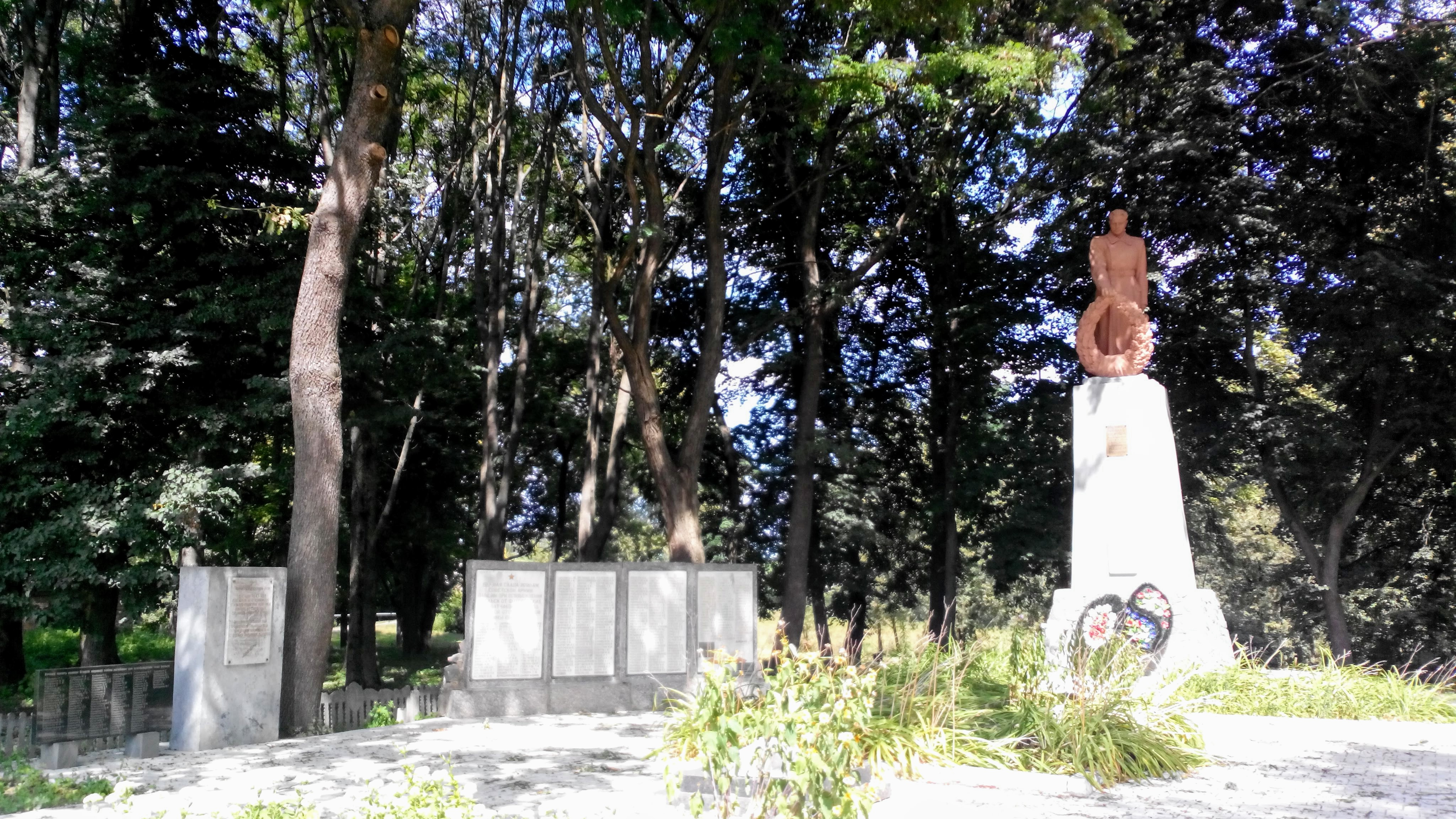
Denkmal im Ort

Die Siedlung ist von einem prähistorischen Burgwallsystem umgeben. Die Wallanlagen sind bis zu 12 m hoch und über 33 km lang. Der umfasste Innenraum beträgt ca. 4000 ha. Daneben sind drei größere Einzelfestungen auszumachen, welche Flächen von 15, 65 und 72 ha umfassen. Laut einer Hypothese des Charkiwer Archäologen Boris Schramko soll es sich hierbei um die Überreste der von Herodot beschriebenen Stadt Gelonos handeln.
Am 12. Juni 2020 wurde das Dorf ein Teil der neugegründeten Siedlungsgemeinde Kotelwa, bis dahin bildete sie zusammen mit den Dörfern Kaminne, Mychajlowe und Tscherneschtschyna die gleichnamige Landratsgemeinde Bilsk (Більська сільська рада/Bilska silska rada) im Nordwesten des Rajons Kotelwa.
Am 17. Juli 2020 kam es im Zuge einer großen Rajonsreform zum Anschluss des Rajonsgebietes an den Rajon Poltawa.